# Aztlan
Aztlan [em espanhol Aztlán (AFI: /asˈtlan/), do nauatle Aztlān, (AFI: /ˈastɬaːn/)] é a lendária terra ancestral dos povos nauas, um dos principais grupos culturais da Mesoamérica. Asteca deriva do termo náuatle que significa "povo de Aztlan".

## Lenda
As lendas nauatles relatam que sete tribos viviam em Chicomoztoc ("lugar das sete cavernas"). Cada caverna representava um diferente grupo naua: xochimilcas, tlahuicas, acolhuas, tlaxcaltecas, tepanecas, chalcas e mexicas. Devido à origem linguística comum, estes grupos são também chamados nahuatlaca (ou povos nauas). Estas tribos acabaram por abandonar as cavernas e estabeleceram-se "próximo" de Aztlan, ou Aztatlan.
As diferentes descrições de Aztlan são aparentemente contraditórias.Enquanto algumas lendas descrevem Aztlan como um paraíso, o códice Aubin diz que os astecas estavam sujeitados por uma elite tirânica (Asteca Chicomoztoca). Guiados pelo seu sacerdote, os astecas fugiram, e no caminho, o seu deus Huitzilopochtli proibiu-os de se autodenominarem astecas, dizendo-lhes que deveriam ser conhecido como os mexicas. Ironicamente, os académicos do século XIX  - em particular, William H. Prescott - denominá-los-iam como astecas.
O papel de Aztlan nas histórias lendárias astecas é ligeiramente menos importante que a própria migração para Tenochtitlan. Segundo a lenda, a migração para sul teve início em 24 de Maio de 1064; 1064 é também o ano da explosão vulcânica de Sunset Crater no Arizona e o primeiro ano solar asteca, começando em 24 de Maio, após o evento da Supernova do Caranguejo de Maio a Julho de 1054, que deixou os céus à noite tão claros quanto de dia. Cada um dos sete grupos é creditado com a fundação de uma grande cidade-estado no México Central.
Segundo as lendas astecas, os mexicas foram a última tribo a partir. Quando chegaram ao actual vale do México, toda a terra havia sido ocupada, e foram forçados a ocupar uma área na margem do lago Texcoco.
Após a conquista do México, a história de Aztlan ganhou importância e foi relatado por Diego Durán em 1581 e por outros que tratar-se-ia de um paraíso tipo Jardim do Éden, livre de doenças e morte, que existia algures no norte longínquo. Tais histórias impulsionaram as expedições espanholas à actual Califórnia.

## Locais postulados para Aztlan

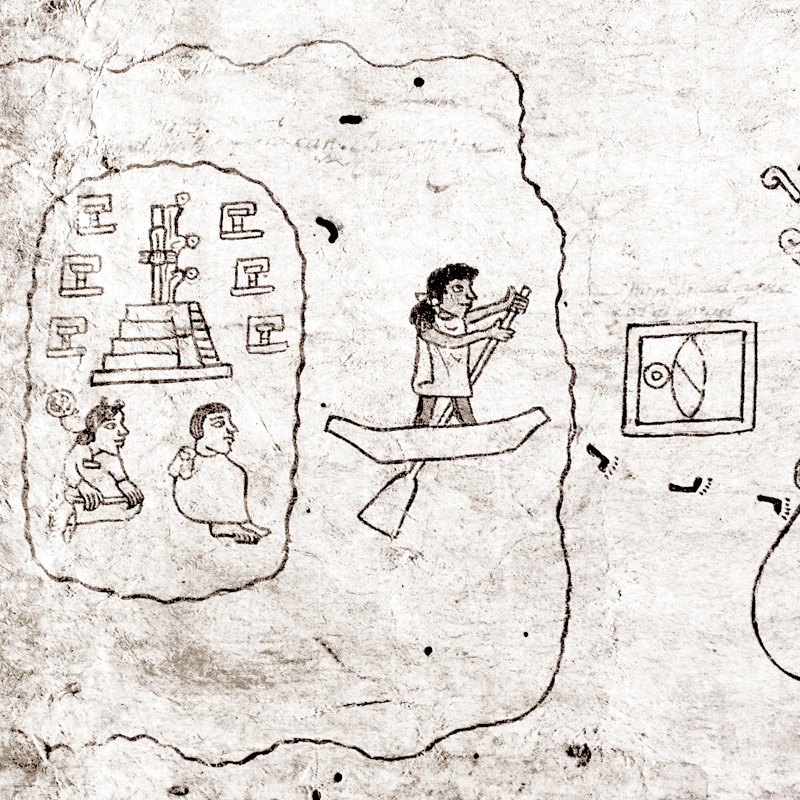
Representação da partida de Aztlan no códice Boturini.

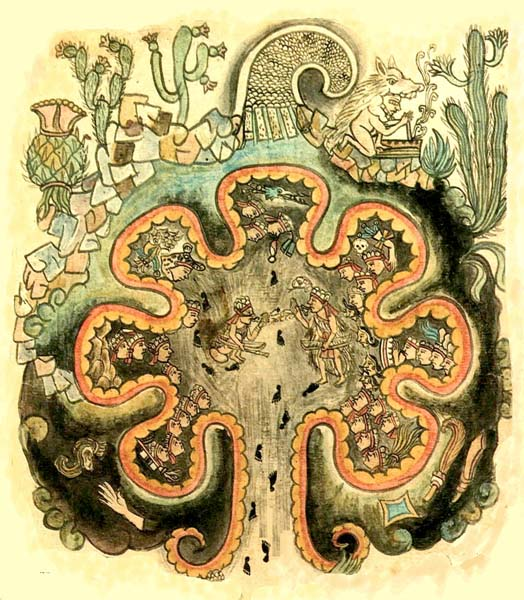
As sete cavernas de Chicomoztoc, na História Tolteca-Chichimeca

Aztlan tem muitos dos traços próprios de um mito, como sucede com Tamoanchan, Chicomoztoc, Tollan e Cíbola, mas ainda assim os arqueólogos tentaram identificar o local geográfico original para os mexicas.
Aztalan, Wisconsin (um sítio da cultura mississippiana), foi proposto por N. F. Hyer em 1837, pois pensava que poderia ser Aztlan, seguindo uma sugestão etimológica de Aztatlan de Alexander von Humboldt. Esta informação é incompatível com a correlação feita pelos académicos modernos dos relatos recolhidos por cronistas em Tenochtitlan após a conquista espanhola.
Existe um lago em redor de Cerro Culiacan, o lago Yuriria, que faz com que a montanha se pareça bastante a uma ilha quando fotografada desde a água, e semelhante à ilustração à direita.
Em meados do século XIX, Ignatius Donnelly, no seu livro Atlantis: The Antediluvian World, procurou estabelecer a ligação entre Aztlan e o suposto "continente perdido" Atlântida da mitologia grega; contudo os pontos de vista de Donnelly nunca foram reconhecidos como credíveis pela maioria dos académicos.
Em 1887, o antropólogo mexicano Alfredo Chavero sugeriu que Aztlan estava situado na costa do Pacífico no estado de Nayarit. Apesar de tal sugestão ter sido refutada por académicos seus contemporâneos, recebeu ainda assim alguma aceitação popular. No início da década de 1980, o presidente mexicano José López Portillo sugeriu que Mexcalititán, também em Nayarit, era a verdadeira localização de Aztlan, mas tal foi denunciado por historiadores e políticos mexicanos como uma jogada política. Mesmo assim, o estado de Nayarit incorporou o símbolo de Aztlan no seu brasão de armas com a legenda "Nayarit, berço dos mexicanos". Vários estudos académicos demonstram que esta pretensão artificial foi um ardil político para aumentar o turismo nesta zona costeira.
Eduardo Matos Moctezuma presume que Aztlan se situa algures nos actuais estados de Guanajuato, Jalisco e Michoacán. De facto, os académicos são consistentes em chamar a atenção para a medida de "150 léguas" desde Tenochtitlan, documentada pelos escribas espanhóis que recolhiam relatos dos mexicas, como sendo a distância ao local de origem, coincidindo com Chicomoztoc, "Cerro del Culiacan", que é na realidade uma montanha com uma bossa quando vista da face sul.
Foi também proposto que o local original de Aztlan fosse a área em redor do actual lago Powell. Parte da lenda da migração descreve também uma paragem em Culhuacan ("monte inclinado"). Os proponentes da teoria do lago Powell equivalem Culhuacan com a antiga casa dos anasazi no Palácio dos Penhascos, no Parque Nacional de Mesa Verde.